# Ямчи
Ямчи (перс. یامچی; азерб. Yamçı) —  город в Иране, Восточный Азербайджан, шахрестан Меренд. Ямчи является центром одноимённого бахша. Расположен в 15 км к северо-западу от Меренда и в 75 км к северо-западу от Тебриза.

## Происхождение названия
«Ямчи» — того же происхождения, что и русское слово «ямщик» (тюркский суффикс деятеля «чи» на русской почве изменился в «щик») и происходит от тюркского «ям», которое означает «почтовая станция, где происходит смена лошадей». Судя по названию, город в прошлом находился на маршруте Великого шелкового пути.

## Достопримечательности
В окрестностях Ямчи находятся очень красивые горы, в центре которых можно посмотреть на каналы Кирадж, источники Дели-Кахриз, Кара-Агиль, Махмут-Тут, Кызылдащ, источник и сады в горах «Хоррамшах», утес Деведаши, утес Пахлявандаши, утес Миль-Кая. Через город протекает река Аг-Чай. Среди исторических памятников города следует отметить Великий шёлковый путь, проходивший через него в древности (сегодня сохранились остатки дороги), а также — историческое кладбище, где хоронили путешественников. Кроме того, имеются крепости Зу-ль-Бин, Нур-ад-Дин, Ливар, Гярду-Асли-Конди, мечеть Имама Времени, кладбище Махмут-Тут. На расстоянии 5 км от города находится и плотина Ямчи.

## Демографическая динамика
Население города, по переписи 25 октября 2006 г., составляло 9320 человек, а 24 октября 2011 г. оно достигло уже 9832 человека. Таким образом, рост за это пятилетие составил 1,08 % в год. Доля населения города в численности населения шахрестана Маранд равна 4,1 %. Ямчи рос значительно медленнее центра шахрестана. На 2011 г. в городе насчитывались 4972 женщины и 4860 мужчин. Таким образом, на 100 женщин приходилось только 98 мужчин, что ниже, чем в среднем по Ирану, где преобладают мужчины.